# Coppa dell'Imperatrice 2012 (pallavolo)
La Coppa dell'Imperatrice 2012 si è svolta dal 14 al 24 dicembre 2012: al torneo hanno partecipato 24 squadre di club giapponesi e la vittoria finale è andata per la seconda volta alle Hisamitsu Springs.

## Regolamento
La competizione prevede che vi prendano parte 24 squadre. Sono previsti due fasi: nella prima si svolgono i primi due turni preliminari ed i quarti di finale, nella seconda si svolge la final 4. I club provenienti dalla V.Premier League scendono in campo solo da secondo turno.

## Partecipanti
| - Ageo Medics - Asa Hikawa Jitsugyo - Denso Airybees - Chukyo Daigaku - Fukuoka Daigaku - Hisamitsu Springs - JA Gifu Rioreina - Osaka Marvelous | - Kurobe AquaFairies - Kyōto Tachibana Daigaku - Higashi Kyusyu Ryukoku - Kanoya Taiiku Daigaku - NEC Red Rockets - Nippon Taiiku Daigaku - Hiroshima Oilers - Okayama Seagulls | - PFU BlueCats - Pioneer Red Wings - Ryukoku Daigaku - Sendai Belle Fille - Takamatsu Shōgyō - Toyota Queenseis - Tōkai Daigaku - Toray Arrows |

## Torneo

### Primo turno
| 14 dicembre 2012 PCC Hayamizu, Miyakonojō Durata: h:? - Spettatori: ?  | Fukuoka Daigaku         | 3 - 2 | Hiroshima Oilers       | 25-17, 29-31, 22-25, 25-17, 15-6  |
| 14 dicembre 2012 PCC Hayamizu, Miyakonojō Durata: h:? - Spettatori: ?  | Ryukoku Daigaku         | 3 - 2 | Higashi Kyusyu Ryukoku | 18-25, 23-25, 25-23, 25-23, 16-14 |
| 14 dicembre 2012 PCC Hayamizu, Miyakonojō Durata: h:? - Spettatori: ?  | Kyōto Tachibana Daigaku | 3 - 2 | Takamatsu Shōgyō       | 23-25, 22-25, 25-13, 25-15, 15-12 |
| 14 dicembre 2012 PCC Hayamizu, Miyakonojō Durata: h:? - Spettatori: ?  | JA Gifu Rioreina        | 1 - 3 | Kanoya Taiiku Daigaku  | 25-23, 13-25, 23-25, 14-25        |
| 14 dicembre 2012 Komazawa Gymnasium, Tokyo Durata: h:? - Spettatori: ? | Kurobe AquaFairies      | 3 - 0 | Asa Hikawa Jitsugyo    | 25-16, 25-17, 25-16               |
| 14 dicembre 2012 Komazawa Gymnasium, Tokyo Durata: h:? - Spettatori: ? | Sendai Belle Fille      | 0 - 3 | Nippon Taiiku Daigaku  | 18-25, 19-25, 23-25               |
| 14 dicembre 2012 Komazawa Gymnasium, Tokyo Durata: h:? - Spettatori: ? | Tōkai Daigaku           | 1 - 3 | PFU BlueCats           | 21-25, 22-25, 25-22, 24-26        |
| 14 dicembre 2012 Komazawa Gymnasium, Tokyo Durata: h:? - Spettatori: ? | Chukyo Daigaku          | 0 - 3 | Ageo Medics            | 18-25, 20-25, 17-25               |

### Secondo turno
| 16 dicembre 2012 PCC Hayamizu, Miyakonojō Durata: h:? - Spettatori: ?  | Hisamitsu Springs | 3 - 0 | Fukuoka Daigaku         | 25-16, 25-17, 25-21        |
| 16 dicembre 2012 PCC Hayamizu, Miyakonojō Durata: h:? - Spettatori: ?  | Toyota Queenseis  | 3 - 0 | Ryukoku Daigaku         | 25-17, 25-21, 25-21        |
| 16 dicembre 2012 PCC Hayamizu, Miyakonojō Durata: h:? - Spettatori: ?  | Okayama Seagulls  | 3 - 0 | Kyōto Tachibana Daigaku | 25-7, 25-16, 25-15         |
| 16 dicembre 2012 PCC Hayamizu, Miyakonojō Durata: h:? - Spettatori: ?  | JT Marvelous      | 1 - 3 | Kanoya Taiiku Daigaku   | 25-23, 21-25, 21-25, 23-25 |
| 16 dicembre 2012 Komazawa Gymnasium, Tokyo Durata: h:? - Spettatori: ? | Toray Arrows      | 3 - 0 | Kurobe AquaFairies      | 25-9, 25-21, 25-14         |
| 16 dicembre 2012 Komazawa Gymnasium, Tokyo Durata: h:? - Spettatori: ? | NEC Red Rockets   | 3 - 0 | Nippon Taiiku Daigaku   | 25-17, 25-18, 25-20        |
| 16 dicembre 2012 Komazawa Gymnasium, Tokyo Durata: h:? - Spettatori: ? | Denso Airybees    | 3 - 0 | PFU BlueCats            | 25-19, 25-18, 25-21        |
| 16 dicembre 2012 Komazawa Gymnasium, Tokyo Durata: h:? - Spettatori: ? | Pioneer Red Wings | 3 - 1 | Ageo Medics             | 25-23, 25-21, 19-25, 25-18 |

### Quarti di finale
| 16 dicembre 2012 PCC Hayamizu, Miyakonojō Durata: h:? - Spettatori: ?  | Hisamitsu Springs | 3 - 1 | Toyota Queenseis      | 25-18, 25-20, 19-25, (25-20 |
| 16 dicembre 2012 PCC Hayamizu, Miyakonojō Durata: h:? - Spettatori: ?  | Okayama Seagulls  | 3 - 0 | Kanoya Taiiku Daigaku | 25-13, 25-12, 25-20         |
| 16 dicembre 2012 Komazawa Gymnasium, Tokyo Durata: h:? - Spettatori: ? | Toray Arrows      | 3 - 1 | NEC Red Rockets       | 20-25, 25-11, 25-22, 25-13  |
| 16 dicembre 2012 Komazawa Gymnasium, Tokyo Durata: h:? - Spettatori: ? | Denso Airybees    | 0 - 3 | Pioneer Red Wings     | 22-25, 19-25, 16-25         |

### Semifinali
| 23 dicembre 2012 PCC Hayamizu, Miyakonojō Durata: h:? - Spettatori: ? | Toray Arrows      | 3 - 2 | Okayama Seagulls  | 25-17, 20-25, 25-15, 19-25, 16-14 |
| 23 dicembre 2012 PCC Hayamizu, Miyakonojō Durata: h:? - Spettatori: ? | Hisamitsu Springs | 3 - 1 | Pioneer Red Wings | 25-20, 23-25, 25-19, 25-14        |

### Finale
| 24 dicembre 2012 PCC Hayamizu, Miyakonojō Durata: h:? - Spettatori: ? | Toray Arrows | 1 - 3 | Hisamitsu Springs | 25-17, 23-25, 22-25, 19-25 |